# Aston Martin DBS V12
Aston Martin DBS — автомобиль класса GT, который производился британским автопроизводителем с 2007 по 2012 год. Является спортивной версией DB9. С 1967 по 1972 год, Aston Martin выпускала купе под названием «DBS». Современная DBS в 2004 году заменила Vanquish на месте флагмана компании Aston Martin.

## Модели

### DBS
Была официально представлена 17 августа 2007 на выставке Pebble Beach Concours d'Elegance. Продажи начались в 1-м квартале 2008.

### Volante
DBS Volante — кабриолет, с автоматическим подъёмом крыши, которая раскрывается за 14 секунд после нажатия кнопки на центральной панели. Крышу можно открыть/закрыть на ходу, при движении на скорости до 48 км/ч (30 миль/ч). Из новшеств — новый дизайн колёс, который изменился также и на купе, а также конфигурация сидений 2+2, доступная для обеих моделей. Другие особенности включают: заднеприводную 6-ступенчатую ручную или опционально 6-ступенчатую автоматическую коробку передач 'Touchtronic', развлекательную систему Bang & Olufsen BeoSound DBS с 13 динамиками.
Была представлена 3 марта 2009 на Женевском автосалоне, и на выставке Concours d'Elegance.
Продажи начались в 3 квартале 2009.

## В кинематографе
- 17 сентября 1971 г. на телеканале ITV состоялся премьерный показ 24-серийного мини-сериала «The Persuaders!» один из двух главных героев Лорд Бред Синклер в исполнении Роджера Мура ездил на жёлтом Aston Martin DBS(версия DBS/5636/R) – 1971 года выпуска с британским номерным знаком BS1.
- Одно из первых появлений — в фильме о Джеймсе Бонде «Казино „Рояль“» в 2006 году. В фильме — главный автомобиль Джеймса Бонда, который тот разбивает, дабы спасти Веспер Линд, лежащую связанной на дороге. При съёмках этой сцены использовался лишь кузов данного авто, все же внутренние части, в том числе и двигатель были от автомобиля марки Ford.